# Fraternité Matin
Fraternité Matin est un quotidien ivoirien de langue française contrôlé par l'État et publié à environ 3 000 exemplaires. Le journal est couramment appelé Frat' Mat' par les Ivoiriens.

## Histoire
Le quotidien a été créé le 9 décembre 1964 par le président Félix Houphouët-Boigny.  
Pendant le mandat de Laurent Gbagbo, la privatisation du groupe Fraternité Matin est évoquée, avant que celui-ci n'y renonce.
Sous Laurent Gbagbo, le groupe a connu trois directeurs généraux nommés par celui-ci : Honorat de Yedagne (4 février 2002-30 octobre 2006), Francis Léon Lébry (30 octobre 2006-26 novembre 2006) et Jean-Baptiste Akrou (26 novembre 2006- 26 avril 2011).[réf. nécessaire].
A son arrivée au pouvoir en avril 2011, le président Alassane Ouattara a promis d'accorder son indépendance au quotidien en nommant le très respecté journaliste Venance Konan à sa tête.
La présidente du conseil d'administration est actuellement la sénatrice Viviane Zunon Kipré. 
Le 12 août 2021, par décision du conseil d'administration, Venance Konan est remplacé par intérim par son adjoint, Abdel Serge Olivier Nouho. Konan avait demandé son remplacement au président Ouattara et à plusieurs ministres,. Le 17 août 2021, Abdel Serge Olivier Nouho est confirmé au poste de directeur général de la Société nouvelle de presse et d'édition de Côte d'Ivoire (SNPECI).
La diffusion papier de Frat Mat baisse à 25 000 exemplaires en 2007, 20 000 dans les années 2010 jusqu'à atteindre 3 000 en 2022. Une des explications est l'augmentation du coût de l'impression papier.

## Description
Le quotidien se décrit comme « Ni neutre ni partisan » mais est surtout considéré depuis sa fondation comme « un organe gouvernemental pur et dur ».
Le Groupe Fraternité Matin est le propriétaire du quotidien ainsi que d'autres journaux et magazines ivoiriens.
Frat Mat est édité par la Société Nouvelle de Presse et d'Édition de Côte d’Ivoire, et publie une version en ligne de son journal depuis 1997.

## Identité visuelle

Ancien logotype, utilisé depuis les années 1980 jusqu'à août 2012.
Logotype actuel utilisé à partir d'août 2012.
Logotype utilisé pour le site Internet et les services en ligne du groupe depuis 2013.